# Xian de Lianhua
Le xian de Lianhua (莲花县 ; pinyin : Liánhuā Xiàn) est un district administratif de la province du Jiangxi en Chine. Il est placé sous la juridiction de la ville-préfecture de Pingxiang.

## Démographie
La population du district était de 243 371 habitants en 1999.